# Usine Stadacona
L'usine Stadacona est une usine à papier située à Québec. Fondée en 1927, elle est la propriété de Papiers White Birch.

## Histoire

### Anglo-Canadian Pulp & Paper

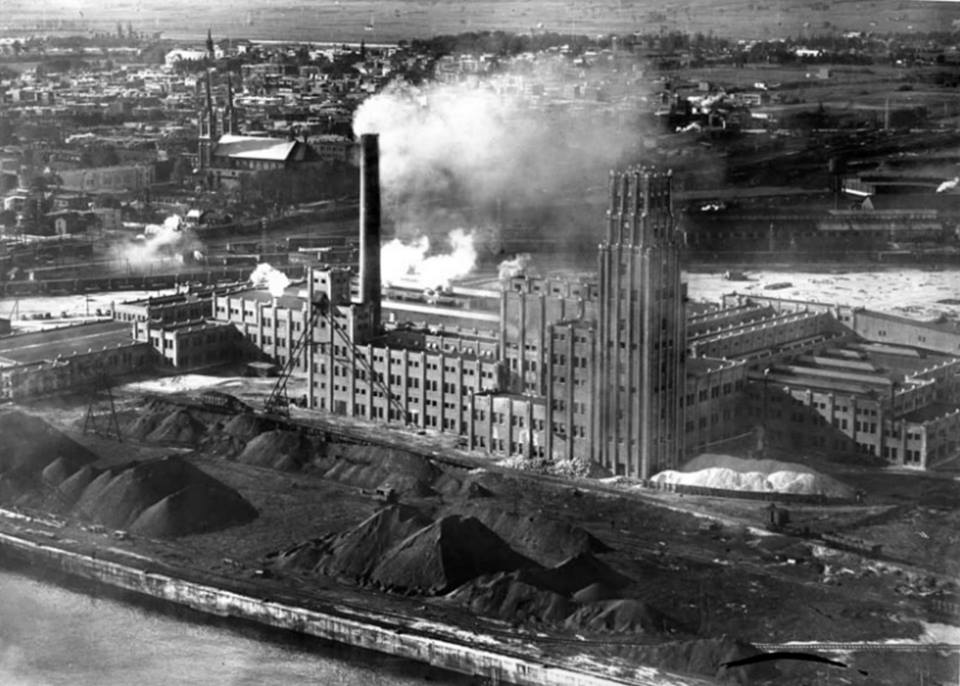
L'Anglo Canadian Pulp and Paper Mills de Limoilou vers 1927.

Tel que promis à ses électeurs, le maire Valmont Martin réussit à attirer une papetière dans la ville, en l’occurrence le consortium de capitaux canadiens et anglais Anglo-Canadian Pulp & Paper dans le quartier Limoilou. La proximité du Port de Québec et le bassin de main-d'œuvre en faisant un site idéal, le conseil municipal gèle de plus la valeur foncière de la nouvelle usine à 500 000 $ pour une période de 10 ans à partir de 1926. Dès son ouverture une année plus tard, « L'Anglo », comme on la surnommait, produit 375 tonnes de papier par jour et emploie 500 personnes, devient le premier employeur de Limoilou.
Entre 1928 et 1953, la compagnie est propriétaire de l'équipe de hockey des As de Québec. Elle est également la source de la relance de la municipalité de Forestville au début des années 1940.

### Changements de propriétaire

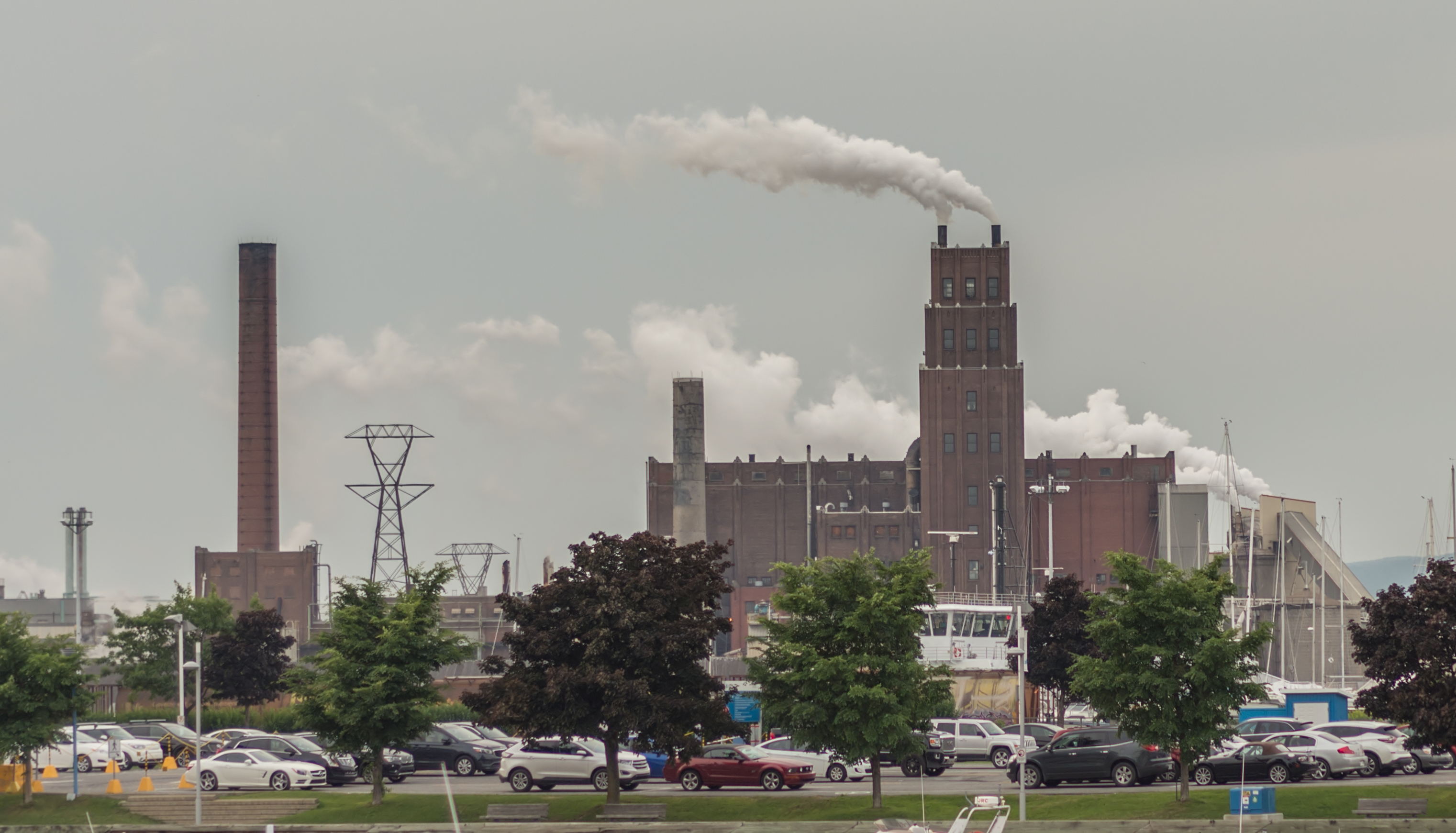
L'usine Stadacona.

En 1960, l'usine est achetée par la Reed Paper Ltd., une compagnie anglaise fondée en 1894 par Albert Edwin Reed (en). Cette dernière s'en défait en 1988 au profit de la japonaise Daishowa, second producteur de papier au Japon dans les années 1990. De 2001 à 2003, l'usine est la propriété du groupe Enron qui lui donne le nom Papiers Stadacona. Dans la foulée du scandale financier impliquant l'entreprise, elle est mise à l'encan et acquise par le groupe de Peter Brant pour 156 millions de moins que ce qu'Enron avait déboursé. Elle est alors la cinquième usine de papier journal et de papier non couché en importance en Amérique du Nord. En 2005, le nom de la compagnie Brant-Allen Industries, Inc. change pour Papiers White Birch, division Stadacona.

### De nos jours
En 2009, alors que les conventions collectives de ses employés arrivent à échéance, White Birch se retrouve en difficulté financière et doit fermer temporairement certaines de ses installations. La question des régimes de retraites des employés ayant achoppé depuis plusieurs années est résolue en 2015 lorsque ses syndiqués acceptent l'offre patronale.

## Environnement
En 2006, un rapport de la Commission de coopération environnementale mentionne que l'usine Stadacona est l'une des cinq entreprises nord-américaines qui rejettent le plus de substances toxiques.  Selon les données de l'Inventaire national des rejets polluants de 2021, l'usine déclare rejeter 18,7 tonnes d’ammoniac et 43 kilos de plomb dans le fleuve Saint-Laurent. Dans l'air, ses cheminées envoient 283 tonnes de monoxyde de carbone, 178 tonnes de composés volatils organiques, 76 tonnes d’oxyde d’azote et de 60 tonnes de matières particulaires. En 2022, il est révélé que l'usine possède une autorisation pour déroger aux lois en vigueur concernant le seuil d'émissions. 
Située en milieu urbain, l'usine est régulièrement critiquée pour ses odeurs nauséabondes,, et sa pollution sonore.

## Dans la culture populaire

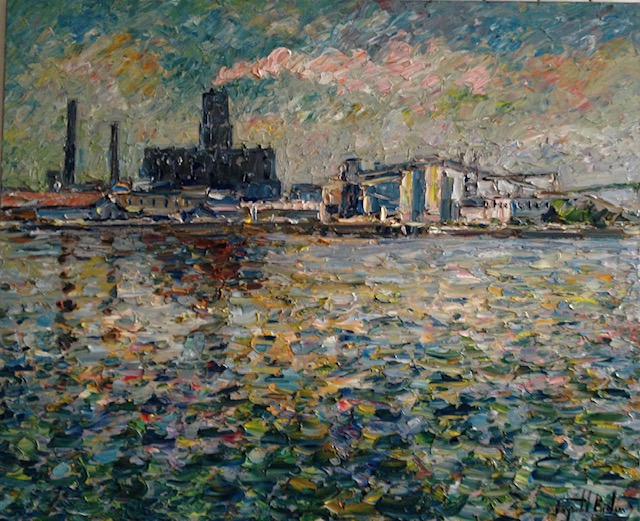
L'usine, peinture sur toile de Raynald Leclerc.

Dans sa bande dessinée Chroniques de jeunesse (Delcourt, collection Shampooing, 2021  (ISBN 9782413039310)), Guy Delisle raconte ses emplois d'été effectués dans cette papetière, où son père a travaillé.